# Řád Medžidie
Řád Medžidie (turecky: مجیدی نشانی, Nišan el Medžidia) bylo civilní a vojenské vyznamenání Osmanské říše založené roku 1851. Udílen byl občanům Osmanské říše i cizincům za mimořádné služby státu a národu.

## Historie a pravidla udílení
Řád byl založen 29. srpna 1852 osmanským sultánem Abdülmecidem I. Udělení řádu bylo přísně regulováno jeho stanovami. Obecně platila podmínka minimálně dvaceti let služby. Pečlivě regulován byl i postup do vyšších tříd. Povýšení z páté do čtvrté třídy bylo možné po dvou letech, po třech letech ze čtvrté do třetí třídy, po dalších třech letech ze třetí do druhé třídy. Povýšení ze druhé třídy do první bylo možné po čtyřech letech. V případě služby na frontě, byla kritéria délky služby snížena na polovinu. V případě mimořádných zásluh však mohl být sultánem rovnou udělen řád vyšší třídy.
Řád byl udělen mj. příslušníkům Britské armády, Královského námořnictva a francouzské armády za službu během Krymské války na straně Osmanské říše. Udílen byl také britským vojákům později sloužícím v Egyptě a Súdánu. V případě britských vojáků byl tento řád nošen za britskými vyznamenáními za statečnost a medailemi za tažení, ale vzhledem k tomu že se jednalo o řád, tak byl nošen před zahraničními medailemi. Obvykle byl udílen důstojníkům, ale v několika případech byl udělen i řadovým vojákům a námořníkům. Během první světové války byl řád udělen řadě německých, rakouských a bulharských důstojníků. Počet žijících členů jednotlivých tříd byl omezen, do tohoto počtu se však nepočítali cizinci.
Po zániku monarchie a vzniku Turecké republiky byl řád roku 1922 zrušen.

## Třídy
Řád byl udílen v pěti třídách:
- I. třída – Řádový odznak se nosil na široké stuze spadající z pravého ramene na protilehlý bok. Řádová hvězda se nosila nalevo na hrudi. Počet žijících členů této třídy byl omezen na 50.
- II. třída – Řádový odznak se nosil na stuze kolem krku. Řádová hvězda se nosila nalevo na hrudi. Počet žijících členů této třídy byl omezen na 150.
- III. třída – Řádový odznak se nosil na stuze kolem krku. Řádová hvězda této třídě již nenáležela. Počet žijících členů této třídy byl omezen na 800.
- IV. třída – Řádový odznak se nosil na stužce nalevo na hrudi. Počet žijících členů této třídy byl omezen na 3000.
- V. třída – Řádový odznak se nosil na stužce nalevo na hrudi. Počet žijících členů této třídy byl omezen na 6000.

## Insignie
Řádový odznak má tvar sedmicípé hvězdy. Uprostřed je kulatý zlatý medailon s tugrou zakladatele řádu Abdülmecida I. Medailon je ohraničen červeně smaltovaným kruhem se zlatým nápisem znamenajícím Horlivost, Oddanost, Loajalita a datum 1268 hidžry.
Řádová hvězda téměř kulatého tvaru je složena z různě dlouhých paprsků. Uprostřed je kulatý medailon svým vzhledem shodný s medailonem řádového odznaku. Hvězda je zdobena půlměsíci s pěticípými hvězdami.

Stuha je červená se zelenými pruhy při obou okrajích.

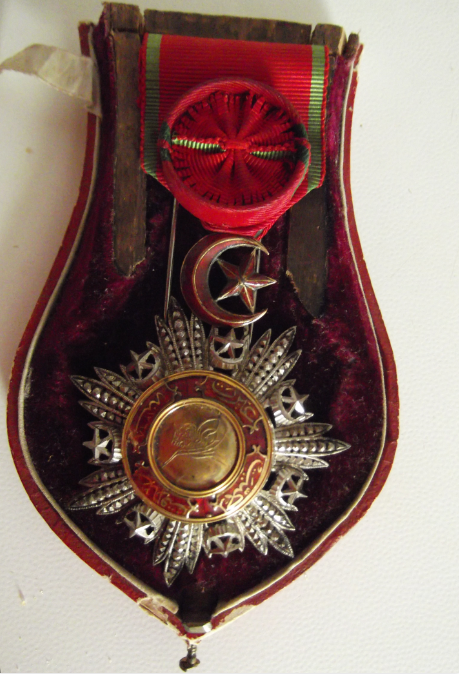
Řád IV. třídy
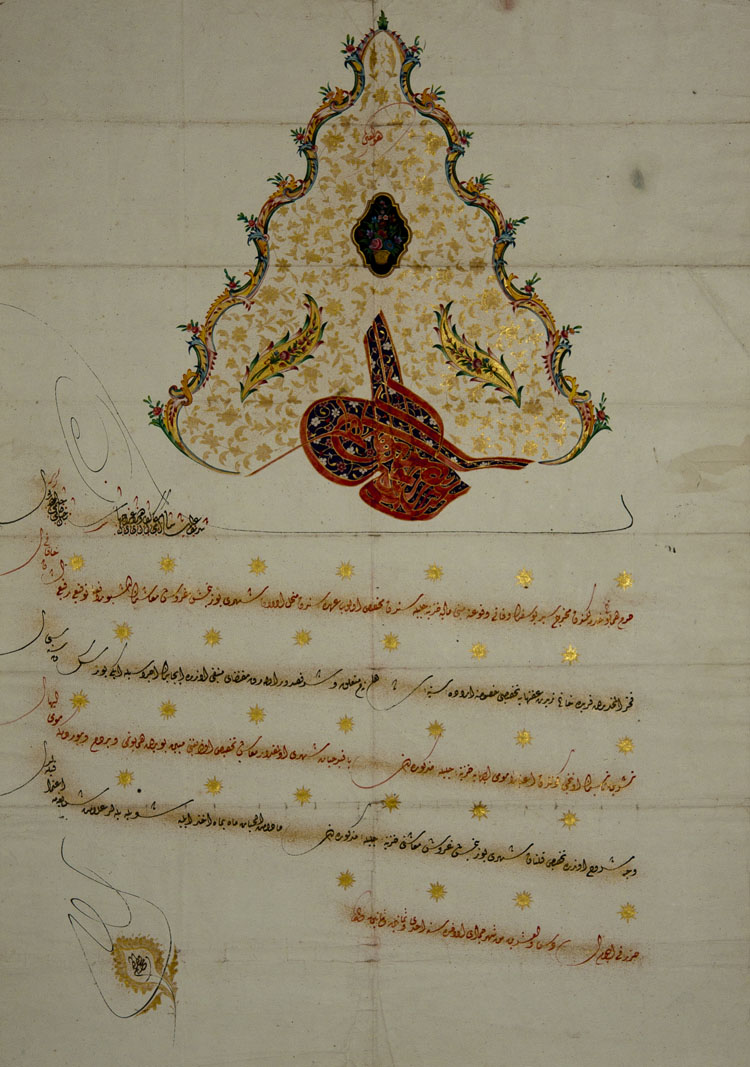
Osvědčení o udělení řádu
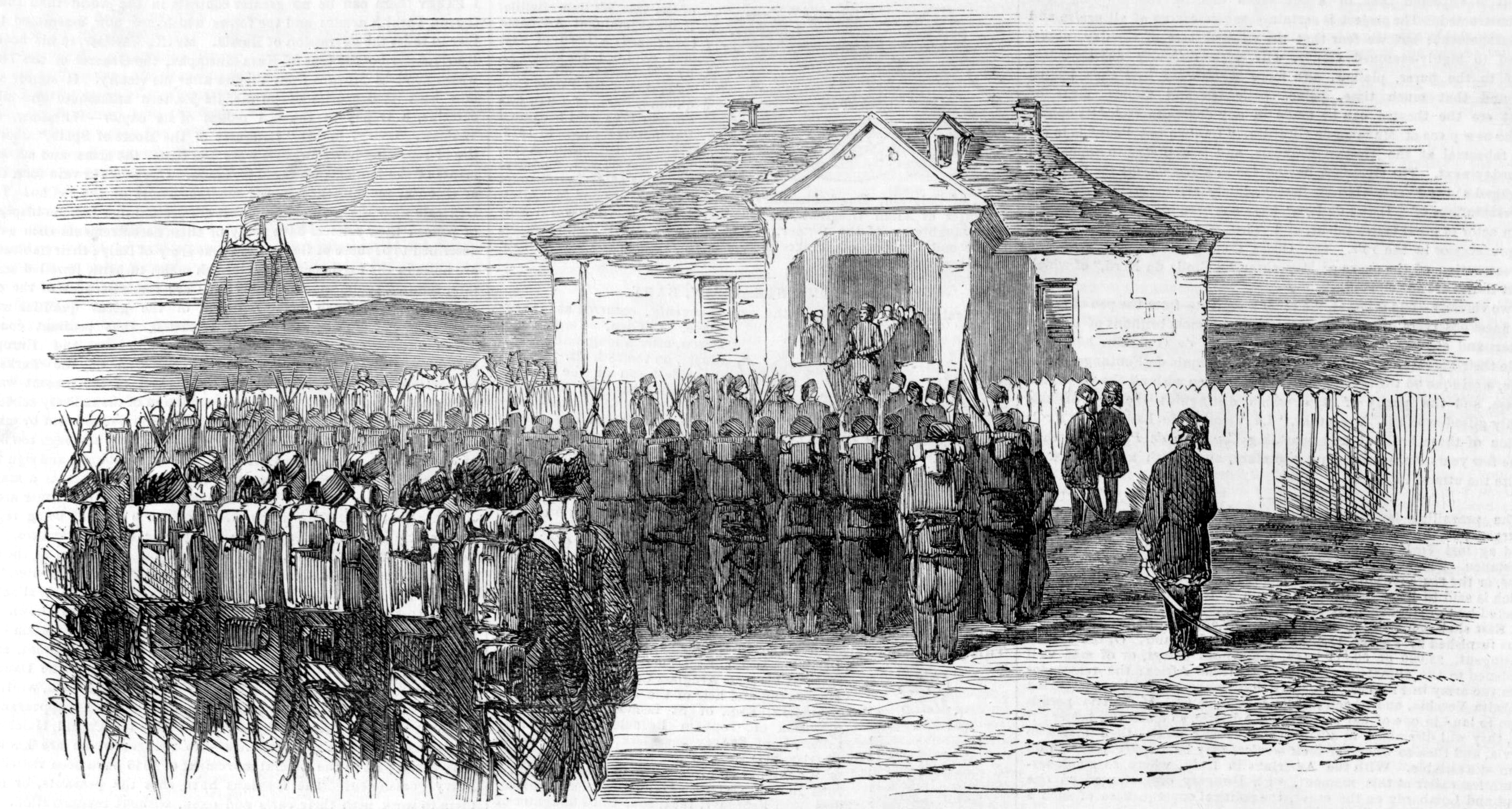
Udílení Řádu Medžidie po bitvě u Cetate, 1854